# Cycas elongata
Cycas elongata är en kärlväxtart som först beskrevs av Jacques Désiré Leandri, och fick sitt nu gällande namn av D.Yue Wang. Cycas elongata ingår i släktet Cycas, och familjen Cycadaceae. IUCN kategoriserar arten globalt som starkt hotad. Inga underarter finns listade i Catalogue of Life.